# Козачинський Матвій Олександрович
Матвій Олександрович Козачинський (1695, Ямпіль, Брацлавське воєводство — до 1767, Положаї, Переяславський полк) — знатний військовий товариш, шляхтич, ієрей. Рідний брат Мануїла Козачинського.